# 최채흥
최채흥(1995년 1월 22일 ~ )은 현 KBO 리그 LG 트윈스의 투수이다.

## 아마추어 시절
대구상원고등학교 시절에는 동기 이수민에 밀려 주로 1루수로 출장했고, 3학년 때는 0.345의 높은 타율을 기록했다. 그러나 1루수로는 주목받지 못했고, 결국 신인 드래프트에서 지명받지 못해 2014년에 한양대학교에 진학했는데 고등학교 재적 당시 10번을 착용했다.
한양대학교 진학 후 김한근 감독과 합의 하에 투수로 전업했다. 2014년 9월 한양대학교가 17년 만에 대통령기 전국대학야구대회 우승하는 데 기여하며 우수 투수상을 수상했다. 1학년 때 평균자책점 0.93을 기록했다. 그 해 11월에는 U21 야구 월드컵 국가대표에 뽑혀 중간 계투로 2경기에 등판해 1이닝 1피안타, 무실점을 기록했다.
2학년 때인 2015년에는 4승 3패, 평균자책점 3.86을 기록했다. 7월 하계 유니버시아드에서 일본전과 준결승전인 대만전 등 중요한 경기마다 선발 등판해 호투했고, 9월에는 아시아 야구 선수권 대회 국가대표로 뽑혀 롱릴리프로 무실점을 가록하며 한국이 18년 만에 아시아 선수권 정상에 오르는 데 공헌했다.
3학년 때는 32이닝 연속 무실점 기록을 세웠고, 10승 2패, 평균자책점 1.29를 기록했다. 시즌 후 U23 야구 월드컵에 다시 한 번 국가 대표로 출전해 4경기에서 21이닝 2승 1패, 23탈삼진, 평균자책점 2.57을 기록했다. 4학년 때는 7승 2패, 평균자책점 1.96을 기록했다.

## 삼성 라이온즈시절
2018년에 1차 지명을 받아 계약금 3억 5,000만원, 연봉 2,700만원에 계약했다. 1차 지명 직후부터 즉시 전력감 혹은 5선발 후보로까지 언급됐지만 스프링캠프 기간 동안 6이닝 14실점, 평균자책점 21로 부진해 2군에서 시즌을 시작했고, 입단 동기인 양창섭이 7이닝 1실점, 평균자책점 0으로 맹활약하며 5선발로 낙점됐다.
2018년 5월 19일 넥센전에 선발 등판하며 데뷔 첫 경기를 치렀고, 경기에서 3.2이닝 2실점(1자책)을 기록했다.
2020년에는 데뷔 첫 두 자릿수 승을 거두고 규정 이닝을 채우며 국내 토종 선발 평균자책점 1위를 기록했다.
2021년에는 스프링 캠프 때 복사근 부상을 당해 개막 엔트리에 들지 못했다. 부상 회복 후 1군에 복귀했으나 부진해 시즌 막판에는 좌완 불펜으로 나섰다. 2021년 시즌 후 입대했다.

## 상무 야구단시절
2022년에 입단하였다.

## 삼성 라이온즈복귀
2023년에 복귀하였다.

## LG 트윈스시절
2024년 시즌 후 최원태의 보상 선수로 LG 트윈스에 이적했다.

## 별명
- 고등학교 때 형들이 이름을 채채흥으로 착각해서 '채채'라고 불린다.

## 국가대표 경력
- 2014년 U-21 야구 월드컵
- 2015년 제 28회 하계 유니버시아드, 제 27회 아시아 야구 선수권 대회
- 2016년 U-23 야구 월드컵
- 2017년 제 29회 하계 유니버시아드, 제 28회 아시아 야구 선수권 대회

## 수상
- 2014년 대통령기 전국 대학 야구 대회 우수 투수상
- 2015년 제 28회 하계 유니버시아드 야구 동메달

## 출신 학교
- 경북 경주동천초등학교
- 경주중학교(전학) → 포항중학교
- 대구상원고등학교
- 한양대학교

## 통산 기록
| 연도 | 팀명  | 평균자책점 | 경기 | 완투 | 완봉 | 승 | 패 | 세 | 홀 | 승률  | 타자 | 이닝 | 피안타 | 피홈런 | 볼넷 | 사구 | 탈삼진 | 실점 | 자책점 |
| ---- | ----- | ---------- | ---- | ---- | ---- | -- | -- | -- | -- | ----- | ---- | ---- | ------ | ------ | ---- | ---- | ------ | ---- | ------ |
| 2018 | 삼성  | 3.21       | 8    | 0    | 0    | 4  | 1  | 0  | 0  | 0.800 | 120  | 28   | 30     | 5      | 8    | 1    | 25     | 11   | 10     |
| 2019 | 삼성  | 4.81       | 28   | 0    | 0    | 6  | 6  | 0  | 2  | 0.500 | 478  | 106⅔ | 127    | 10     | 36   | 1    | 89     | 67   | 57     |
| 2020 | 삼성  | 3.58       | 26   | 1    | 1    | 11 | 6  | 0  | 0  | 0.647 | 617  | 146  | 131    | 12     | 51   | 7    | 123    | 67   | 58     |
| 2021 | 삼성  | 4.56       | 26   | 1    | 0    | 5  | 9  | 0  | 2  | 0.357 | 538  | 122⅓ | 143    | 16     | 37   | 2    | 82     | 66   | 62     |
| 2023 | 삼성  | 6.68       | 15   | 0    | 0    | 1  | 7  | 0  | 0  | 0.125 | 295  | 63⅓  | 90     | 9      | 16   | 3    | 33     | 52   | 47     |
| 2024 | 삼성  | 6.30       | 14   | 0    | 0    | 0  | 0  | 0  | 1  | -     | 96   | 20   | 24     | 4      | 12   | 0    | 14     | 15   | 14     |
| 통산 | 6시즌 | 4.59       | 117  | 2    | 1    | 27 | 29 | 0  | 5  | 0.482 | 2144 | 486⅓ | 545    | 56     | 160  | 14   | 352    | 278  | 248    |